# Neonegeta
Neonegeta is een geslacht van vlinders van de familie visstaartjes (Nolidae).

## Soorten
- N. atriflava Hampson, 1912
- N. pollusca (Schaus, 1893)
- N. purpurea Hampson, 1912
- N. trigonica (Hampson, 1905)
- N. xanthobasis (Hampson, 1905)
- N. zelia (Druce, 1887)